# NGC 423
NGC 423 es una galaxia espiral de la constelación de Sculptor. 
Fue descubierta el 14 de noviembre de 1835 por el astrónomo John Herschel.